# Весёлый собутыльник
«Весёлый собутыльник» (нидерл. De vrolijke drinker) — картина Франса Халса, написанная в 1628—1630 гг. Холст, масло, 81 x 66,5 см.

## Сюжет картины
На картине изображён щегольски одетый и счастливый мужчина. Он смотрит на зрителя, словно протягивая ему наполненный вином бокал-беркемайер, и машет рукой.

## Интерпретация
В начале XIX века в изображённом на картине мужчине видели гарлемского капитана Рипперда, однако, скорее всего, картина была создана как аллегория вкуса, возможно, отсылающая к политической ситуации Нидерландов: медаль Морица Оранского связывает собутыльника с движением, стремившимся превратить республику в монархию.

## Стиль
Непринужденное выражение лица и ощущение текущего момента в картине напоминают импрессионизм. Золотистые оттенки одежды «Собутыльника» типичны для Халса 1630-х, а крупные мазки, характерные для этого периода, позволяют некоторым исследователям сравнить его стиль с импрессионизмом. Халс работал быстро, но наносил краску слоями. Сначала он использовал слой светлой краски, чтобы загрунтовать холст. Эти базовые слои, или грунты, могли быть белыми, охристыми, коричневыми или серыми, что создавало более сложные оттенки цвета, чем простая белая основа. Мазки краски нерегулярны, переходят от тонких к толстым с круглыми формами и быстрыми штрихами, которые более заметны и создают ощущение движения.
Халс предпочитал использовать доступные материалы, которые можно было легко приобрести, а не более дорогие и труднодоступные, такие как лазурит и листовое золото. Он больше концентрировался на том, как выглядели его картины, и меньше на том, что он использовал для создания композиции. Большинство его жанровых и портретных картин написаны на простом фоне без других элементов (деревьев, цветов, фруктов и т. д.), имеют средний размер и редко изображают фигуру в полный рост.

## Критика
Корнелис Апостол, первый директор Государственного музея Амстердама, считал «Весёлого собутыльника» «выдающимся образчиком работы этого знаменитого художника» (нидерл. een uitmuntend staal van dien beroemden schilder), однако оценивал его не более чем в 600 гульденов.
«Весёлый собутыльник» неоднократно упоминается Симоном Вестдейком, в том числе в романе Sint Sebastiaan и эссе Gestalten tegenover mij.